# Coleophora turolella
Coleophora turolella é uma espécie de mariposa do gênero Coleophora pertencente à família Coleophoridae.